# Anaea astianax
Anaea astianax är en fjärilsart som beskrevs av Stoll 1781/82. Anaea astianax ingår i släktet Anaea och familjen praktfjärilar. Inga underarter finns listade i Catalogue of Life.